# Merkel: Eine kritische Bilanz
Merkel: Eine kritische Bilanz ist ein im Juni 2017 im FinanzBuch Verlag erschienenes Sachbuch, herausgegeben von FAZ-Wirtschaftsredakteur Philip Plickert.

## Inhalt
Das Buch fasst Beiträge von 22 Wissenschaftlern und Publizisten zusammen, dazu gehören u. a. Norbert Bolz, Necla Kelek, Cora Stephan, Michael Wolffsohn, Thilo Sarrazin, Roland Tichy, Daniel Koerfer, Justus Haucap, Stefan Kooths und Anthony Glees. Die inhaltliche Bandbreite deckt dabei insbesondere die Finanz-, Energie- und Flüchtlingspolitik ab.
Auszüge explizit von Norbert Bolz’ Beitrag finden sich auf Focus, eine Zusammenfassung aller Autoren auf Conservo.

## Absatz
Das Buch wurde breit rezipiert und platzierte sich in der Bestsellerliste Hardcover Sachbücher: Es stieg auf Platz 17 ein und stieg in der Folgewoche kurzzeitig in die Top 10 und pendelte laut Buchreport für acht Wochen zwischen diesem und dem 16. Platz. Mitte September 2017 erschien bereits die sechste Auflage. Eine überarbeitete und erweiterte Taschenbuchausgabe erschien 2021 (ISBN 978-3-95972-514-9).

## Rezeption
Zu einem schon in der Überschrift vernichtenden Urteil kommt Anja Maier in ihrem Beitrag für die taz: „Hass, sachlich hergeleitet“. Dabei beschäftigt sie sich weniger mit den Inhalten, als vielmehr mit den Umständen der Buchpräsentation und den in dem Werk versammelten Autoren. „19 Männer und gerade mal 3 Frauen“, darunter der „Pegida-Versteher Werner Patzelt, [...] die „Bluse zu“-Propagandistin Birgit Kelle und ihr Einblick-Chefredakteur Roland Tichy“, hätten ihre „hinlänglich bekannten Vorurteile“ aufgewärmt, weshalb die „kritische Bilanz des 22-köpfigen Merkel-Gerichts“ „entsprechend negativ“ ausfalle.
Gegensätzlich urteilte die ehemalige DDR-Bürgerrechtlerin Vera Lengsfeld in einem Beitrag für die Epoch Times: Obwohl sie normalerweise Sammelbände wie diesen ignoriere, mache sie hier eine Ausnahme, da Plickert namhafte Autoren gewonnen habe und „weil jeder Beitrag die Merkel-Misere aus einem anderen Blickwinkel beleuchtet, auch aus solchen, die bisher weniger Beachtung fanden.“ In der Gesamtschau sei damit die „Politik-Pleite der Kanzlerin noch größer, als auf den ersten und zweiten Blick.“
Der FDP-Politiker Frank Schäffler wiederum sieht für The Huffington Post eine ausgewogene Sammlung von Beiträgen, in der nicht nur Kritiker zu Wort kämen, sondern auch wohlwollende Autoren wie der Historiker Michael Wolffsohn.
Auch das Kulturradio beurteilt den Sammelband gegensätzlich zur taz: „Philip Plickert ist es gelungen, sachkundige Kritiker der Merkelschen Politik zu versammeln.“

## Ausgaben
- Philip Plickert: Merkel: eine kritische Bilanz. FinanzBuch Verlag, München 2017, ISBN 978-3-95972-065-6. (Auch als E-Book)